# Resolució 608 del Consell de Seguretat de les Nacions Unides
La Resolució 608 del Consell de Seguretat de les Nacions Unides, aprovada el 14 de gener de 1988, després de recordar la Resolució 607 (1988), el Consell va lamentar la decisió d'Israel d'expulsar palestins dels territoris ocupats desafiant la resolució anterior sobre el tema.
La resolució demana a Israel que cessi les deportacions i asseguri la repatriació segura dels palestins als territoris palestins, decidint mantenir la situació sota observació.

## Text de la resolució
| « | El Consell de Seguretat, Reafirmant la seva resolució 607 (1988), de 5 de gener de 1988, Expressant el seu profund pesar que Israel, la Potència ocupant, ha desafiat aquesta resolució, ha deportat civils palestins, 1. Exhorta a Israel a rescindir l'ordre d'expulsió de civils palestins i a garantir el retorn segur i immediat als territoris palestins ocupats dels ja deportats; 2. Demana que Israel desisteixi immediatament de la deportació de qualsevol altre palestí civil dels territoris ocupats; 3. Decideix mantenir la situació en els territoris palestins i altres territoris àrabs ocupats per Israel des de 1967, inclosa Jerusalem, en examen. | » |

## Vots
La resolució 608 va ser aprovada per 14 vots a cap, amb una abstenció dels Estats Units.